# Swammerdamella crenata
Swammerdamella crenata är en tvåvingeart som beskrevs av Cook 1971. Swammerdamella crenata ingår i släktet Swammerdamella och familjen dyngmyggor. Inga underarter finns listade i Catalogue of Life.